# James Jones (calciatore)
James Harry Jones (Camberwell, 18 novembre 1873 – Hove, 27 dicembre 1955) è stato un calciatore britannico.
Partecipò ai Giochi olimpici di Parigi 1900, con l'Upton Park, nel torneo calcistico, riuscendo a vincere la medaglia d'oro. In tale occasione ricoprì anche il ruolo di allenatore della squadra.